# (4842) Atsushi
(4842) Atsushi est un astéroïde de la ceinture principale.

## Description
(4842) Atsushi est un astéroïde de la ceinture principale. Il fut découvert le 21 novembre 1989 à Kushiro par Seiji Ueda et Hiroshi Kaneda. Il présente une orbite caractérisée par un demi-grand axe de 2,25 UA, une excentricité de 0,16 et une inclinaison de 2,5° par rapport à l'écliptique.

## Compléments